# Анжи
Анжи (фр. Angy) насеље је и општина у североисточној Француској у региону Пикардија, у департману Оаза која припада префектури Клермон.
По подацима из 2011. године у општини је живело 1.195 становника, а густина насељености је износила 331,94 становника/km². Општина се простире на површини од 3,6 km². Налази се на средњој надморској висини од 42 метара (максималној 130 m, а минималној 37 m).

## Демографија
| 1962. | 1968. | 1975. | 1982. | 1990. | 1999. | 2011. |
| ----- | ----- | ----- | ----- | ----- | ----- | ----- |
| 753   | 776   | 974   | 1.024 | 1.153 | 1.186 | 1.195 |

График промене броја становника у току последњих година